# フェリックス・エブエ

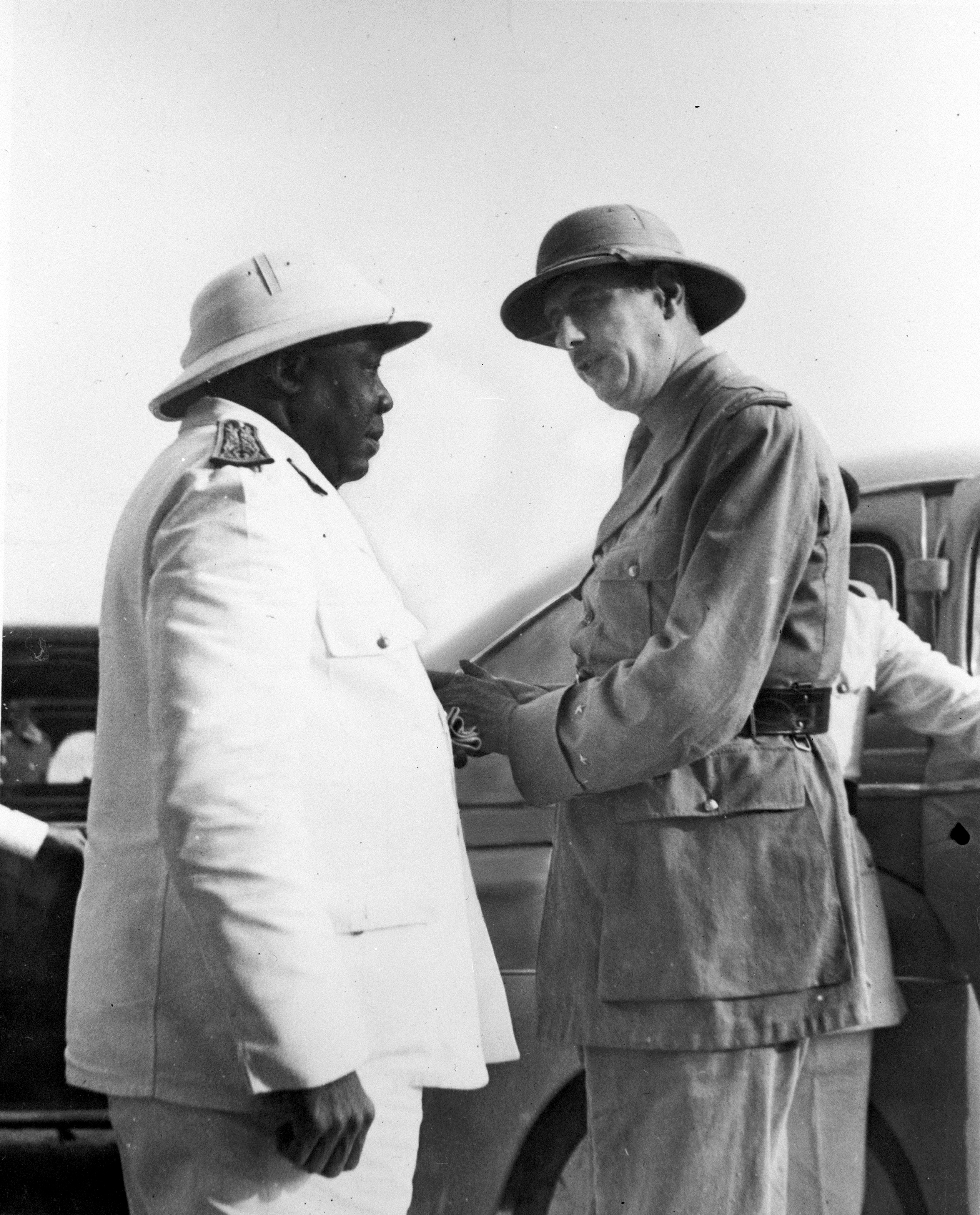
1940年、シャルル・ド・ゴールと出会うエブエ（左）

アドルフ・シルヴェストル・フェリックス・エブエ (仏:Adolphe Sylvestre Félix Éboué, 1884年1月1日 - 1944年5月17日) は、フランスの植民地行政官僚、自由フランス指導者。エブエは1936年にグアドループ知事に任命されたことによりフランス植民地における最初の黒人高官となった。彼は教育のある黒人がより多く植民地統治に参画できるよう努めたほかアフリカ伝統文化の保護にも熱心だった。エブエは1944年に死去するとパンテオンに黒人として初めて葬られた。

## 出自・学歴
フランス領ギアナの首府であるカイエンヌに5人兄弟の四男として生まれる。祖父母は奴隷身分であった。父であるユルバン・エブエは雄弁であることで知られ母であるマリー・ジョセフィヌ・オーレリー・レヴェイレはフランス領ギアナのルーラ生まれの商店主だった。母の影響でエブエはギアナ・クレオール語を母語として育った。エブエはボルドーで中等教育を受けるための奨学金を獲得した。エブエはサッカーにも優れており、学校のサッカー部がイングランドとベルギーに遠征試合をしたときは主将を務めた。エブエはグランゼコールの一つである国立海外フランス学校（通称植民地学校）を卒業した。

## 植民地行政官として
エブエはフランス領ウバンギ・シャリの植民地政府職員として20年間務め、その後はマルティニークに転勤した。エブエは1936年にグアドループ知事に任命され、フランス植民地において上級ポストに任命された最初の黒人となった。2年後に第二次世界大戦の勃発に伴いチャドに転任となり1939年1月4日には首府であるフォール・ラミ（現ンジャメナ）に入った。エブエはチャド人の自由フランス支持者を増やすのに重要な役割を果たした。これによりド・ゴール指導下の自由フランスは赤道アフリカの他の地域にも支配圏を広げることができた。

### フランス領赤道アフリカの新原住民政策
フランス領赤道アフリカ総督であった1940年から44年の間に、エブエはフランス領赤道アフリカの新原住民政策 と題する論文を発表した。この論文ではアフリカ文化の尊重、伝統的指導層の活用、既存の社会構造の支援、労働環境の改善等をうたう新植民地政策の大綱が示された。この論文は1944年にブラザヴィルで行われたフランス植民地長官会同における議論のたたき台となった。この会同では植民地住民の生活水準向上の訴えが決議された。
エブエは減税などの特権をともなう200人のエバリュエ（高度な教育を受け高い社会的地位を達成した植民地人）の一人に叙された。また後にアフリカの有力指導者となるジャン＝イレール・オバメやジャン・レミー・アヨネ（共に独立後のガボンで外相）とも親交を有していた。

## 私生活

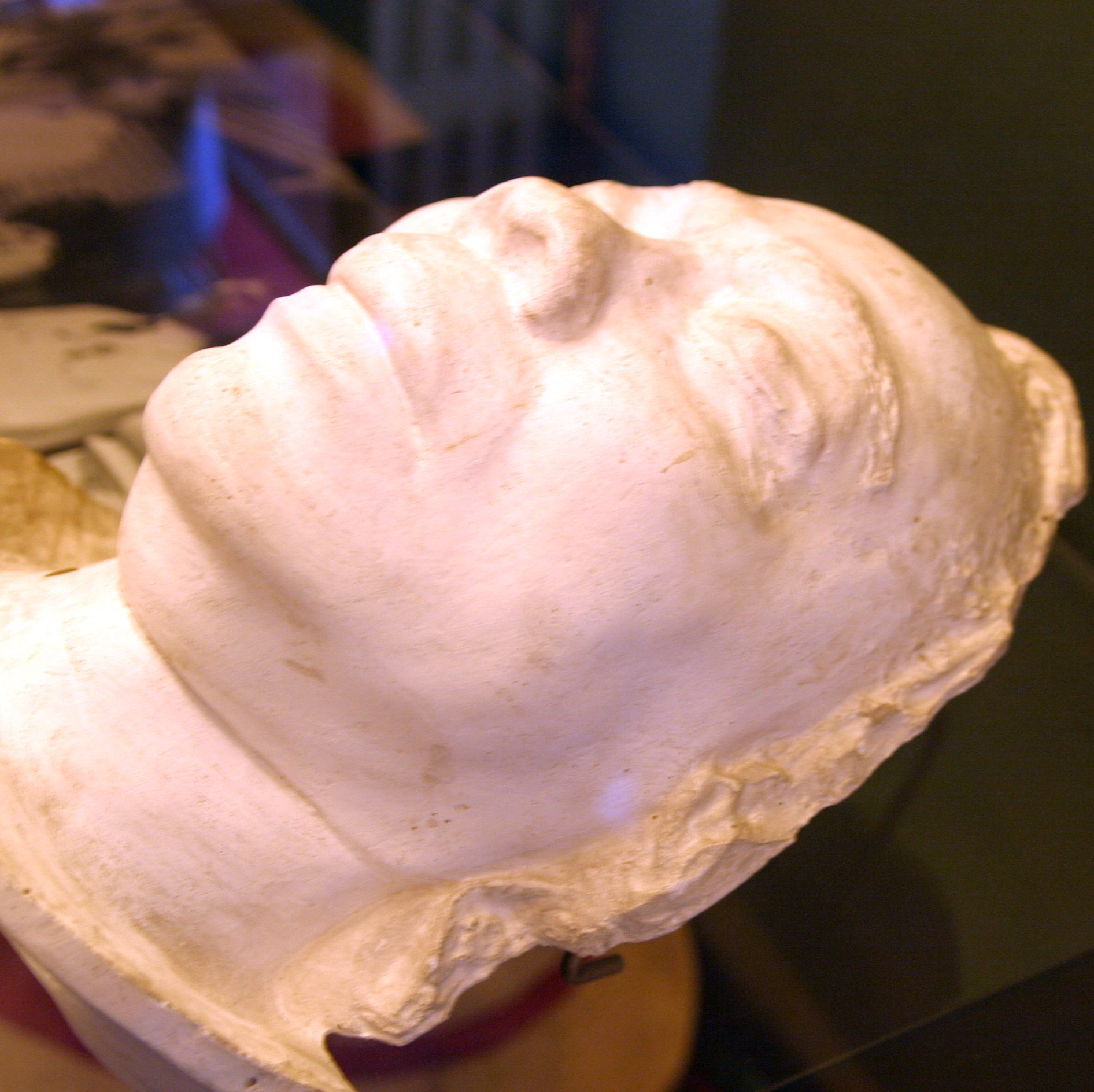
パリ市内のレジスタンス解放博物館にあるエブエのデスマスク

妻は1946年にフランス上院議員となるウジェニー・エブエ・テルだった。1946年に娘ジネットが後にセネガル初代大統領となるレオポルド・サンゴールと結婚している。1944年にカイロで脳卒中で死去し火葬の後、遺骨は黒人としては初めてパンテオンに納骨された。

## 栄典
- レジオン・ドヌール勲章
- 解放十字章
- 解放勲章